# Cajuri
Cajuri är en kommun i Brasilien.   Den ligger i delstaten Minas Gerais, i den sydöstra delen av landet, 800 km sydost om huvudstaden Brasília. Antalet invånare är 4 047.
Omgivningarna runt Cajuri är huvudsakligen savann. Runt Cajuri är det ganska tätbefolkat, med 60 invånare per kvadratkilometer.